# René Louis Becker
René Louis Becker (* 7. November 1882 in Bischheim, Elsaß; † 28. Januar 1956 in Dearborn, Michigan) war ein französisch-amerikanischer Komponist, Organist und Pianist.

## Leben
Beckers Vater war Organist an den Kathedralen Chartres und Straßburg. René Louis ging von 1896 bis 1904 an das Straßburger Konservatorium. Seine Lehrer waren der Organist Ernst Münch, der Liszt-Schüler Fritz Blumer, der Komponist Carl Theodor Somborn und der Schweizer Organist Adolf Gessner. Becker wanderte 1904 aus dem Elsass aus und ging nach St. Louis in die USA, nachdem seine beiden Brüder schon vier Jahre zuvor dorthin ausgewandert waren. In St. Louis gründeten die Beckers die Becker Bros. Conservatory of Music. Dort unterrichtete Becker Klavier, Orgel und Komposition. 1912 nahm er eine Organistenstelle in der St. Peter and Paul Cathedral in Alton, Illinois an. Ab 1930 war er Organist an der Blessed Sacrament Cathedral in Detroit und später an der St. Alphonsus Church in Dearborn, Michigan, wo er 1956 starb.

## Werk
Beckers Werk ist von Johann Sebastian Bach und den französischen Orgelvirtuosen wie Alexandre Guilmant oder Charles-Marie Widor beeinflusst. Es umfasst über 180 Orgelwerke, davon drei Orgelsonaten, aber auch 15 Messen, 25 Werke für Klavier solo und 35 Motetten. Der im 20. Jahrhundert in Europa weitgehend vergessene Komponist wurde erst ab 2011 wiederentdeckt, nachdem Damin Spritzer Werke von ihm auf CD aufgenommen und sich in ihrer Doktorarbeit mit Beckers Leben und Werk beschäftigt hat. Spritzers Aufnahme an der Cavaillé-Coll-Orgel in Saint-Salomon-Saint-Gregoire de Pithiviers ist die erste kommerzielle Aufnahme einer Komposition von Becker. Wirkungsvoll sind Beckers Toccaten, von denen er zwölf für Orgel komponierte. Eines seiner bekanntesten Werke ist die Toccata aus der 1. Orgelsonate in g-Moll Op. 40.

## Diskografie
- Organ Music of René Louis Becker (1882-1956). Vol 1/2 Alsatian-American Composer and Organist, Damin Spritzer an den Cavaillé-Coll-Orgeln von Pithiviers und von Orléans (Frankreich). Raven OAR-925/OAR-949